# Clematis edentata
Clematis edentata là một loài thực vật có hoa trong họ Mao lương. Loài này được Baker mô tả khoa học đầu tiên năm 1884.